# Ulica Karmelicka w Krakowie
Ulica Karmelicka – ulica w Krakowie, główna ulica dawnej dzielnicy Piasek. Stanowi przedłużenie ulicy Szewskiej i łączy ją z placem Inwalidów.
Od średniowiecza wiodła tędy droga do Czarnej Wsi i do Łobzowa, w którym mieścił się letni pałac królewski. Zabudowa ulicy pochodzi głównie z XIX wieku. Mieszkali wówczas przy niej m.in. Ambroży Grabowski, Maciej Stęczyński (w kamienicy pod nr 52).
W 2019 roku dokonano modernizacji torowiska tramwajowego na ulicy. Przy ulicy Karmelickiej oraz przy Wojewódzkiej Bibliotece Publicznej znajduje się Park im. Wisławy Szymborskiej. Został on wybudowany w latach 2021–2023 w miejscu, gdzie dotychczas znajdował się parking samochodowy na terenie po byłych koszarach wojskowych. Otwarty 2 lipca 2023 roku, w 100. rocznicę urodzin poetki.

## Zabudowa
- ul. Karmelicka 1 (ul. Dunajewskiego 1) – Dom Strenka, mieściła się tutaj w latach 1908–1926 kawiarnia Jana Bisanza, dzierżawiona następnie przez Bolesława Górskiego. Przeniesiona potem do pałacu Juliana Dunajewskiego przy ul. Dunajewskiego 4. Przed lokalem ustawiony był charakterystyczny szpaler świerków w donicach, który został wymieniony w parodii arii Jontka z Halki Stanisława Moniuszki, śpiewanej w Szopce Zielonego Balonika. Parodia ta dotyczyła ówczesnych sporów młodopolskich, toczonych przez bywalców kawiarni. W Szopce Zielonego Balonika śpiewano następująco:

Szumią jodły u Bisanza,
Szumią niby las,
Czyta se Kafehauspflanza,
Jak mnie zerżnął „Czas”.
Nie mam żalu do Rosnera,
Jeno do ciebie, cholera!
Oj moderna, oj niewierna
Polsko ty Młoda!
- ul. Karmelicka 4–6 – Teatr Bagatela.
- ul. Karmelicka 11 – kamienica, proj. Zygmunt Luks, 1899.
- ul. Karmelicka 12 – dawny ratusz jurydyki Garbary.
- ul. Karmelicka 19 – kościół Nawiedzenia Najświętszej Maryi Panny karmelitów.
- ul. Karmelicka pomiędzy 22 a 28 – Park im. Wisławy Szymborskiej
- ul. Karmelicka 27 – kamienica w której w latach 1938–1939 i 1945–1955 mieszkał i pracował Xawery Dunikowski o czym informuje tablica pamiątkowa.
- ul. Karmelicka 28 – zabytkowa kamienica, ok. 1910[4].
- ul. Karmelicka 35 – (na rogu z ul. Batorego) zabytkowa Kamienica Pod Pająkiem, zaprojektowana przez Teodora Talowskiego. Na szczycie południowo-zachodniej ściany kamienicy „Pod Pająkiem” znajduje się zegar słoneczny[5].
- ul. Karmelicka 51 – Dom Erazma Barącza, dawny oddział Muzeum Narodowego.

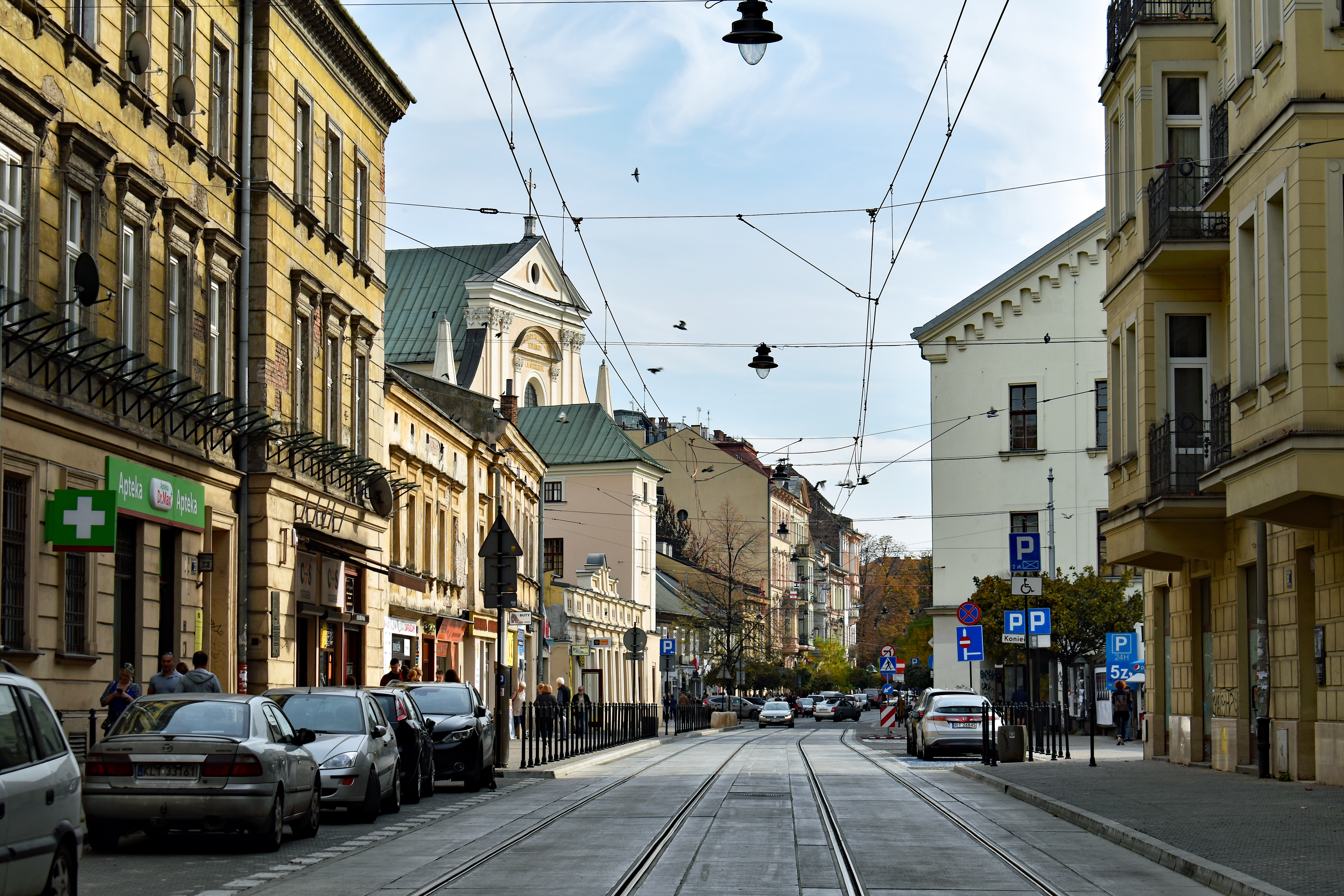
Widok ze skrzyżowania z ul. Batorego na południe.
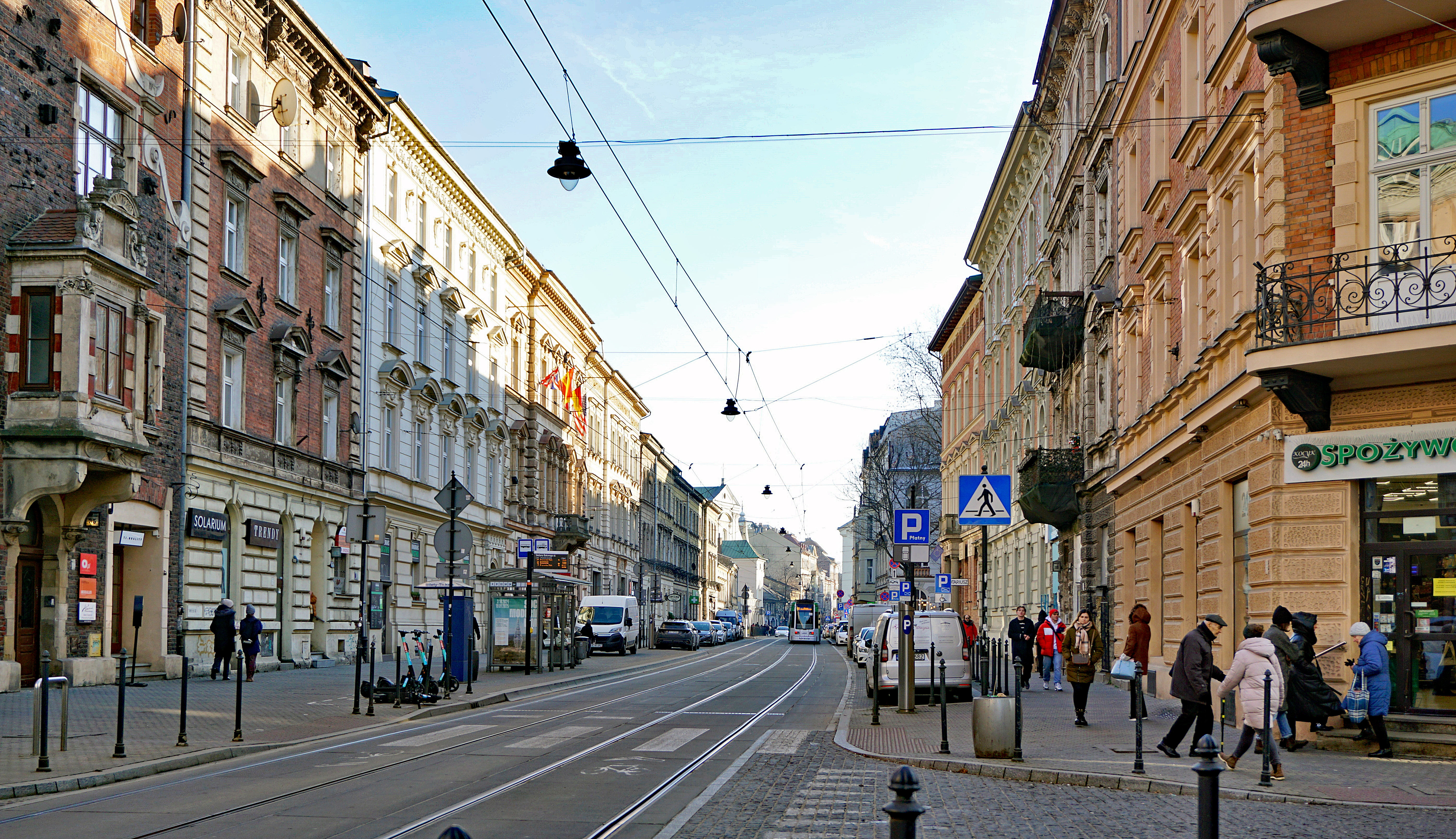
Widok ze skrzyżowania z ul. P. Michałowskiego na południe
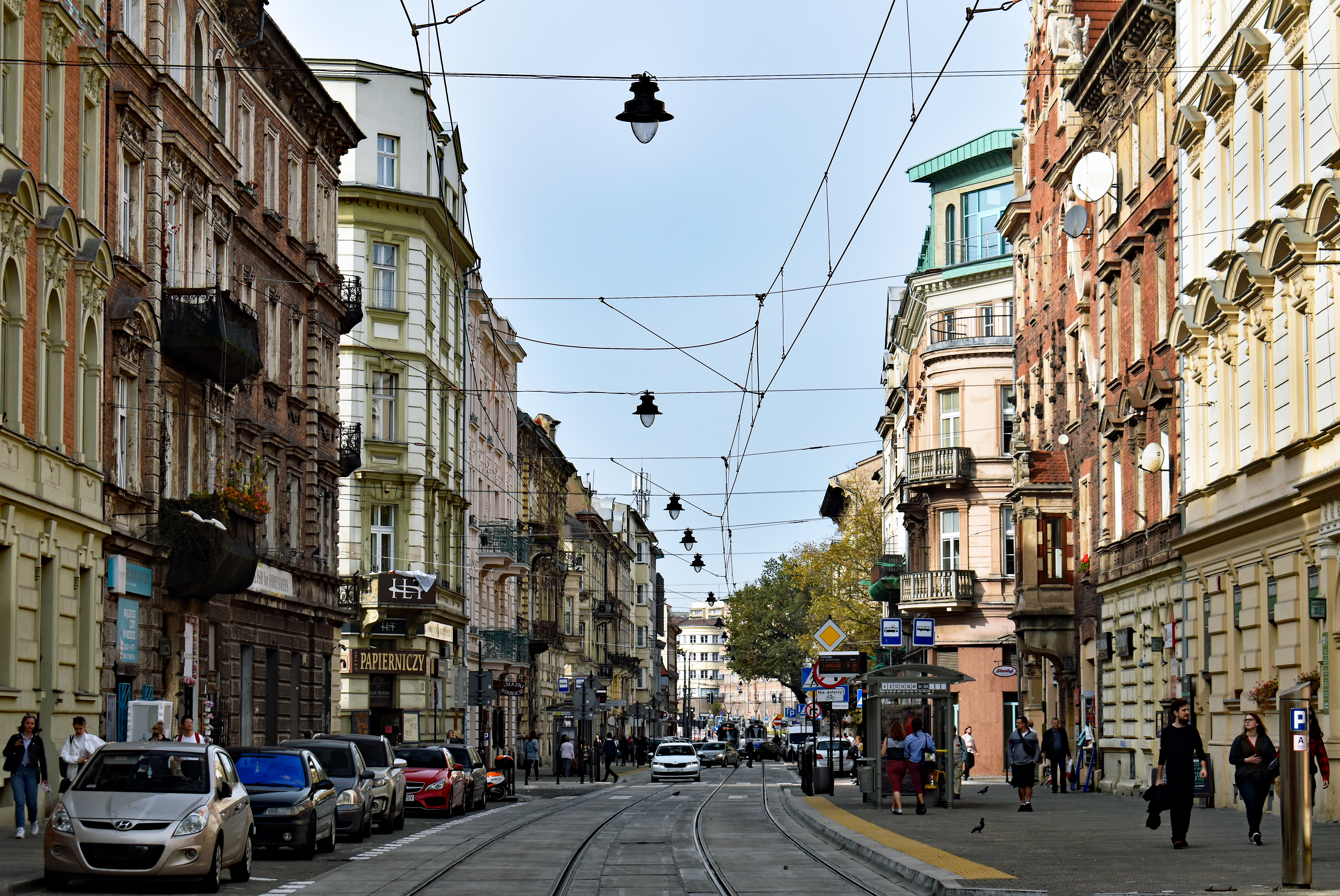
... i na północ
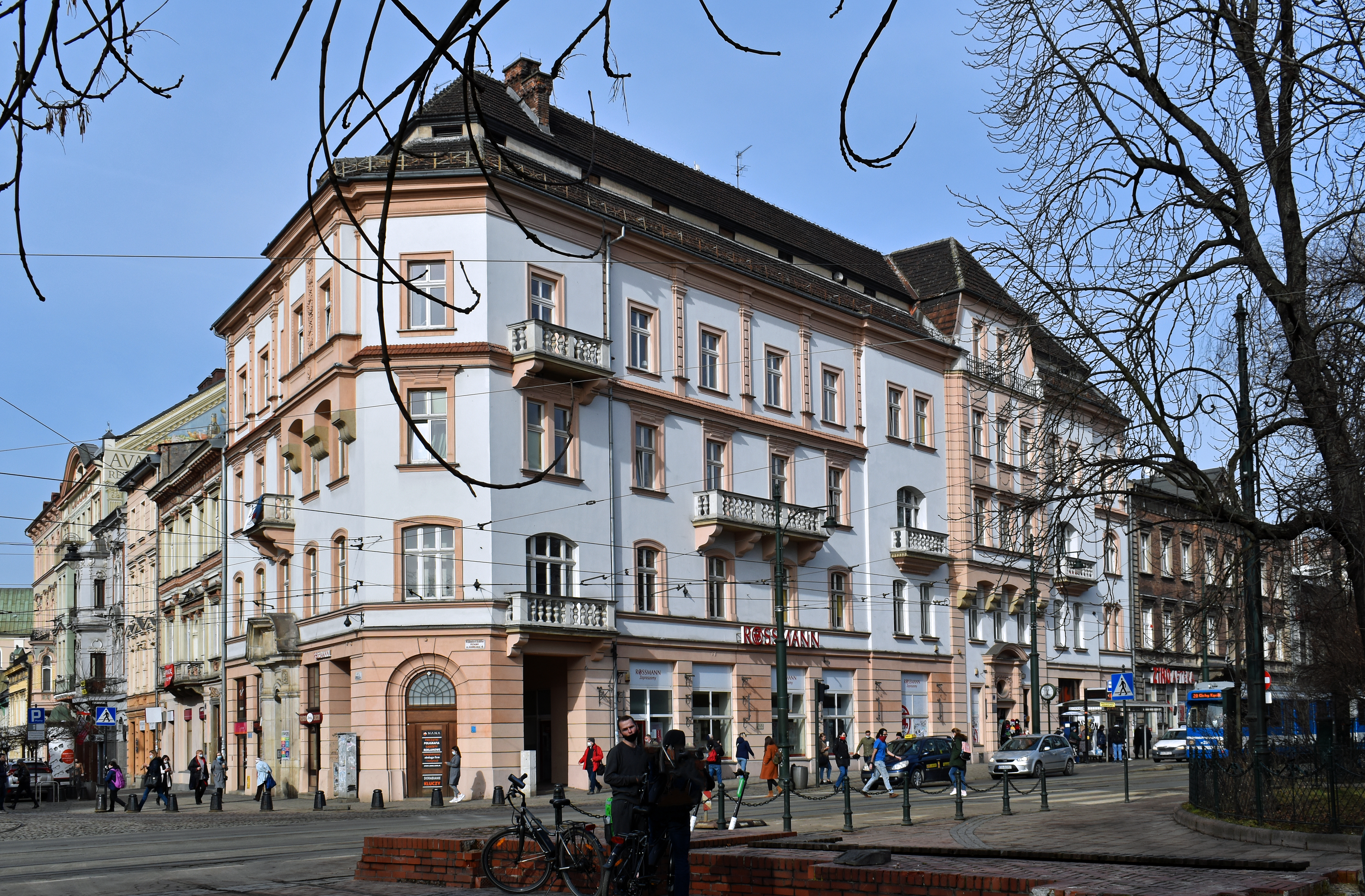
ul. Karmelicka 1 (ul. Dunajewskiego 1) Dom Antoniego Strenka (proj. Kazimierz Wyczyński, 1907)
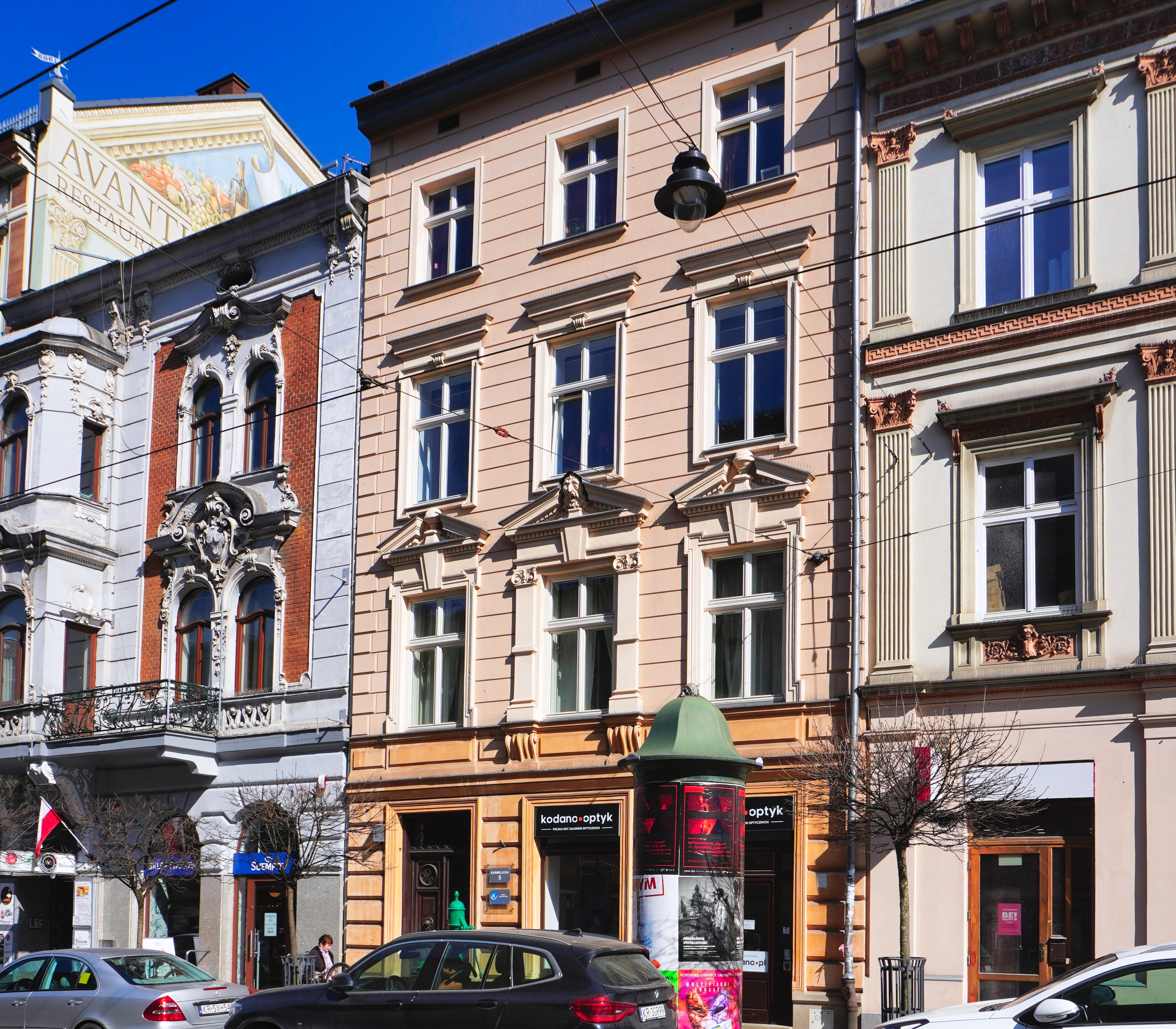
ul. Karmelicka 5 Kamienica (proj. Karol Żychoń (?), 1884)
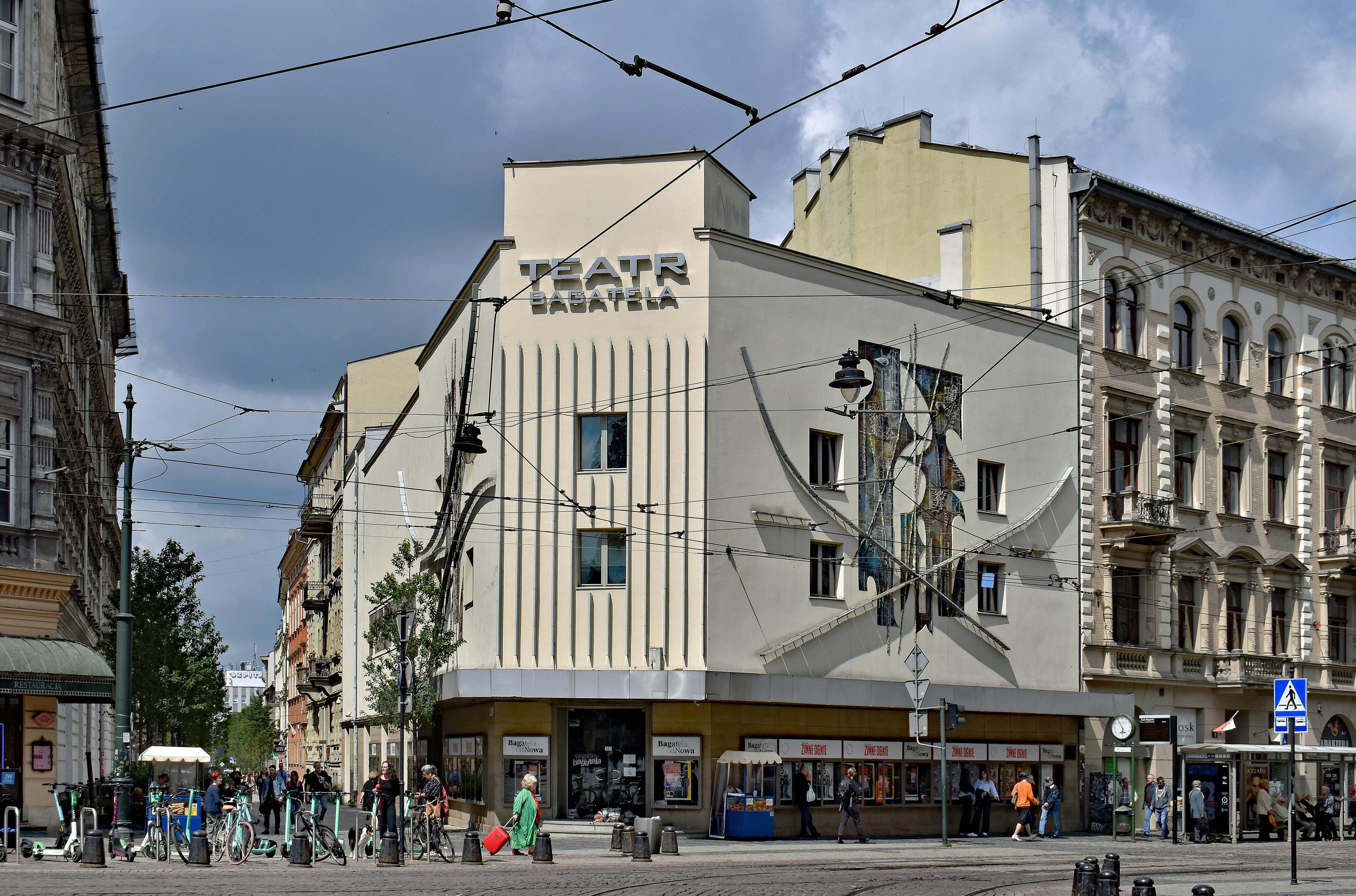
ul. Karmelicka 4 Teatr Bagatela, obok ul. Karmelicka 6
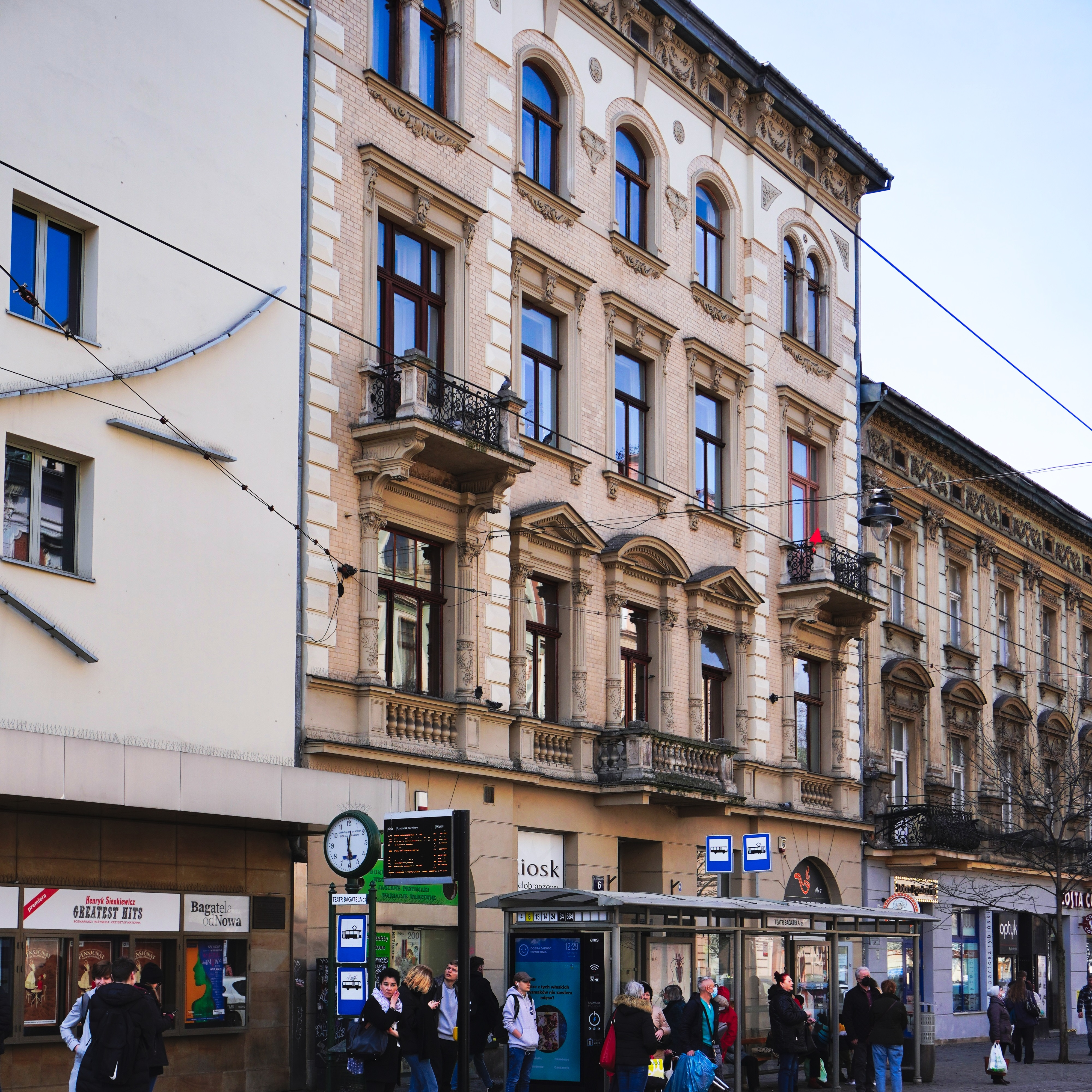
ul. Karmelicka 6 Kamienica (proj. Aleksander Biborski, 1891)
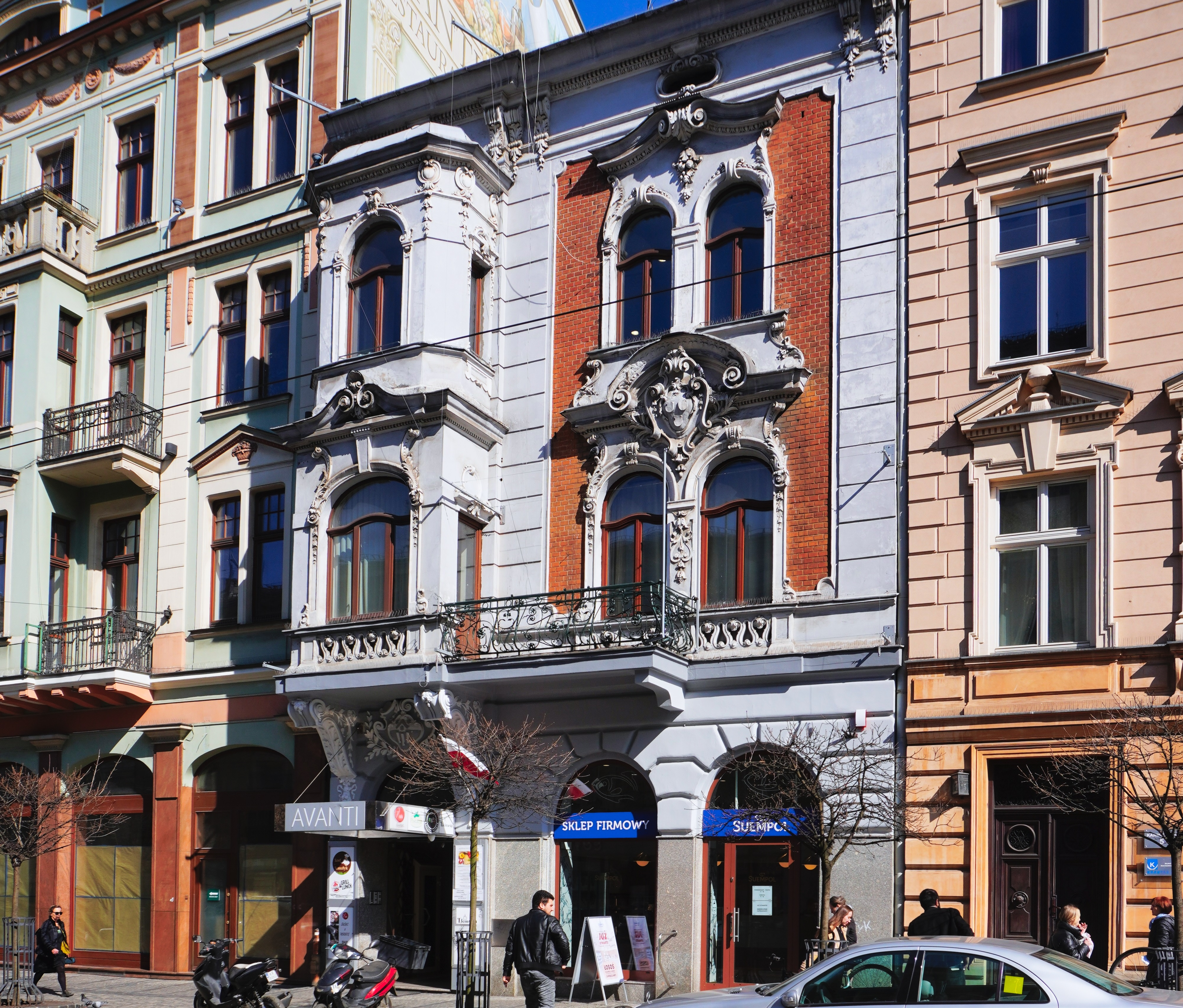
ul. Karmelicka 7 Kamienica (proj. Karol Scharoch, 1902–1903)
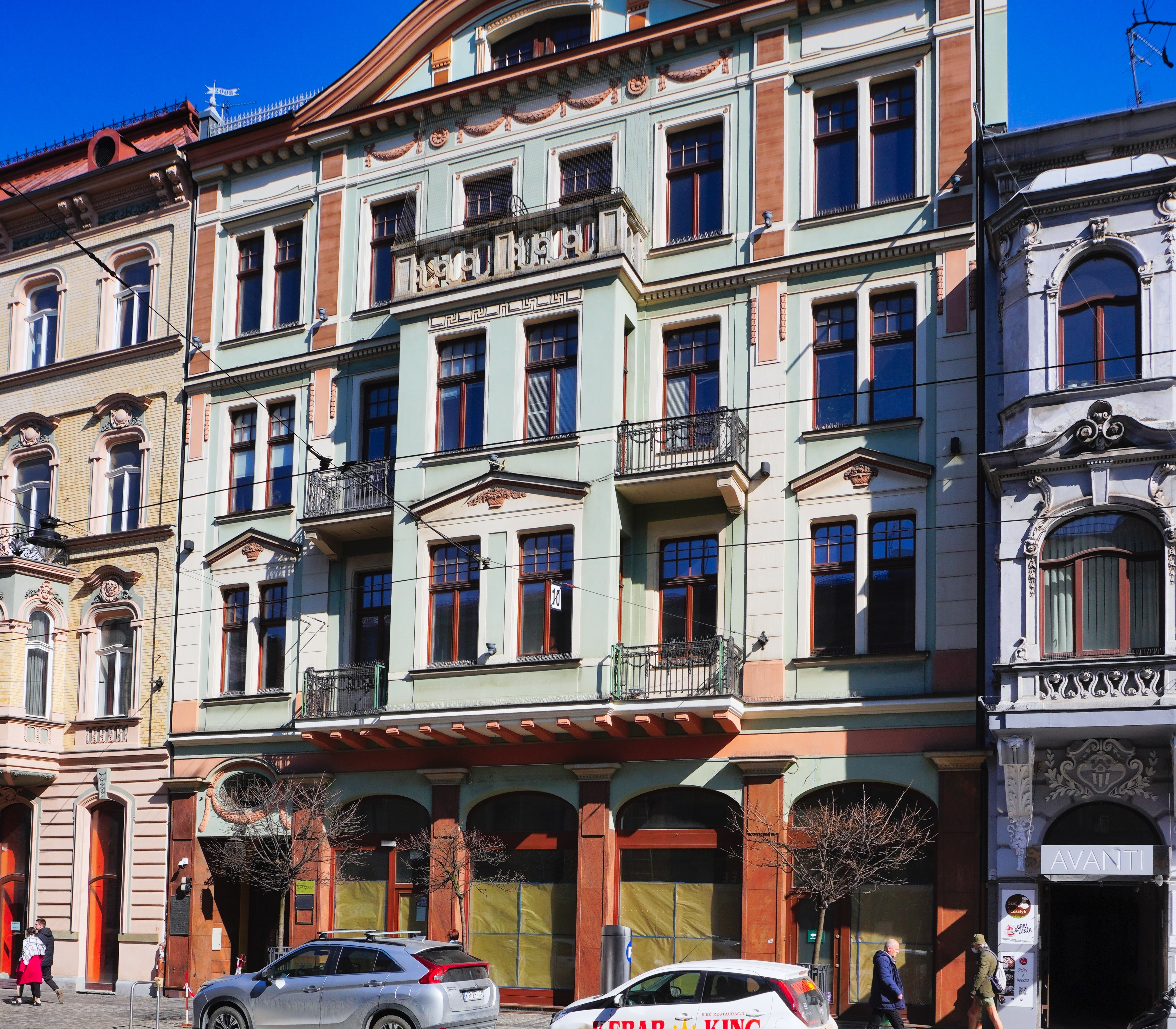
ul. Karmelicka 9 Kamienica (proj. Józef Wilczyński, Alfred Kramarski, Jan Peroś, 1910)
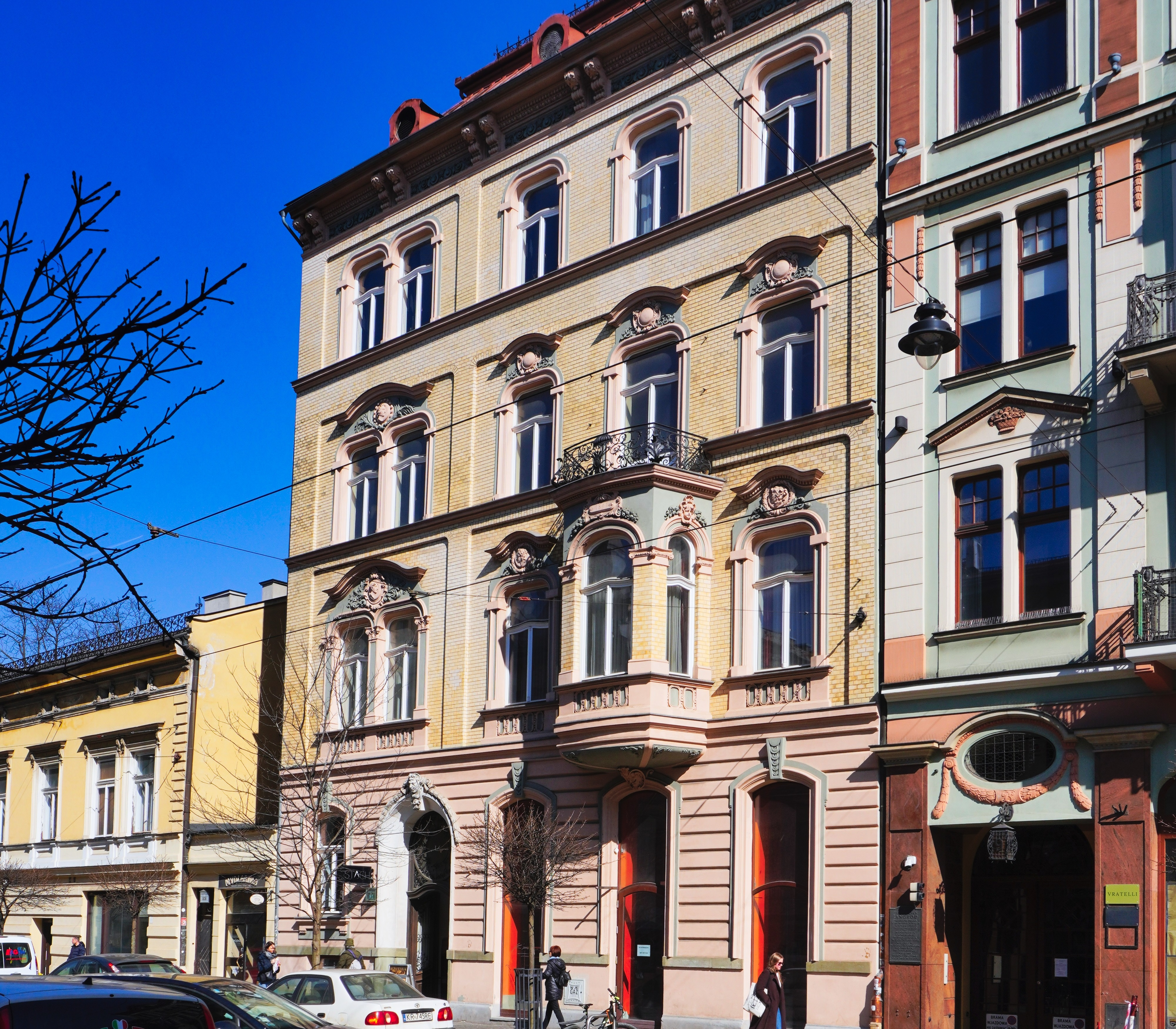
ul. Karmelicka 11 Kamienica (proj. Zygmunt Luks, 1899)
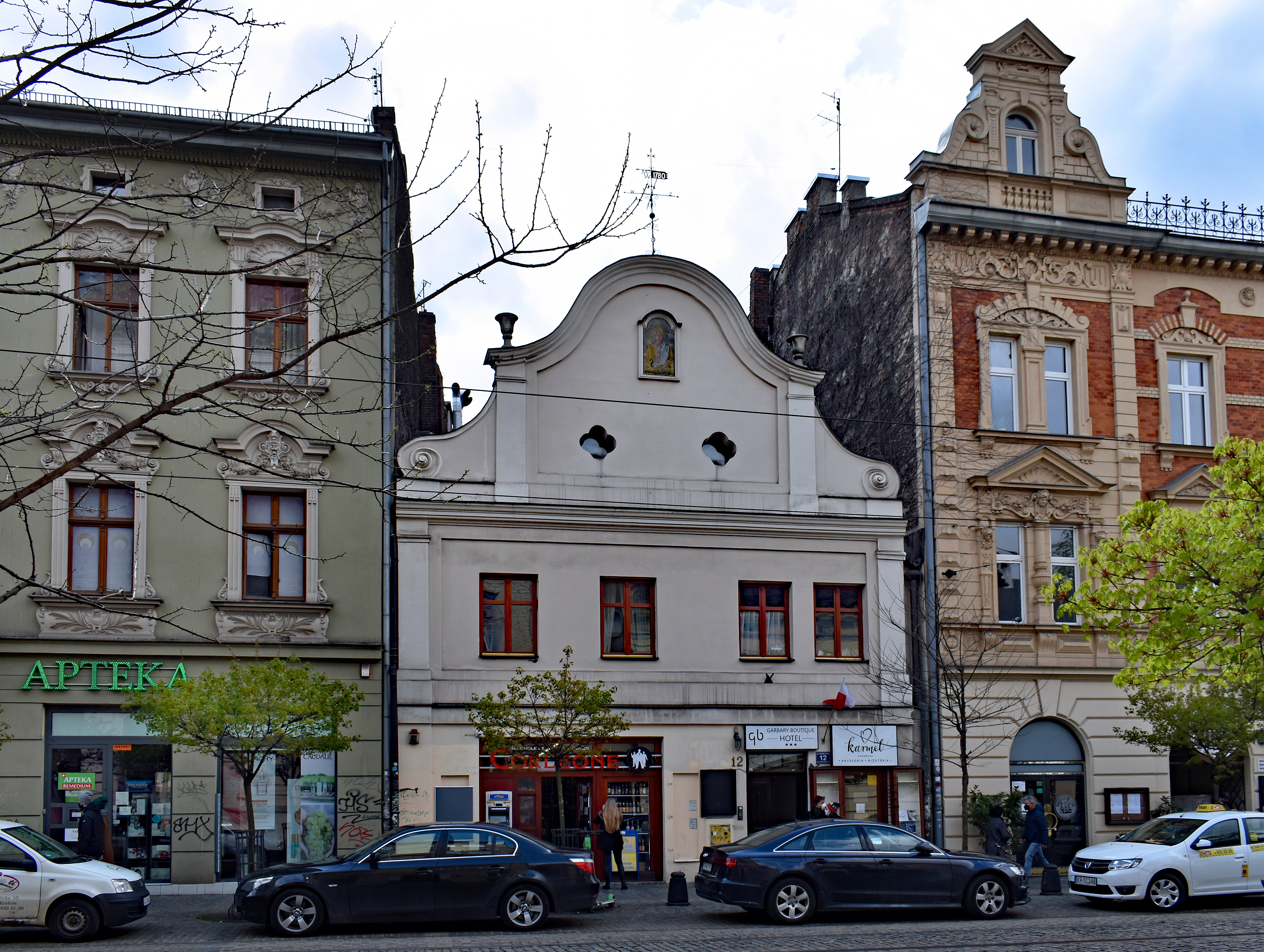
ul. Karmelicka 12 Ratusz jurydyki Garbary (1780)
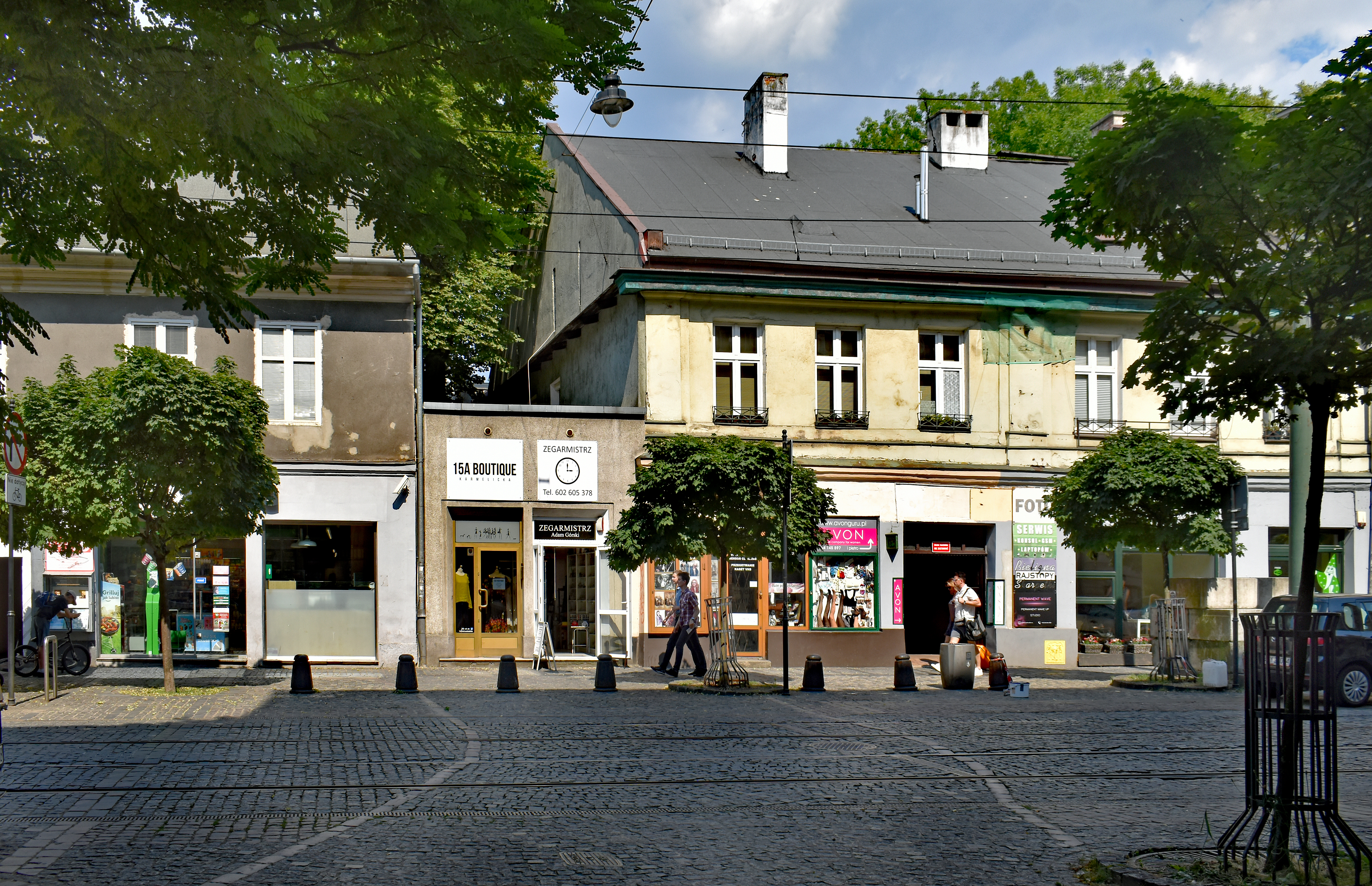
ul. Karmelicka 15 Dom Ambrożego Grabowskiego (po prawej), jaśniejszą kostką zaznaczono, zasypane obecnie koryto rudawskiej Młynówki
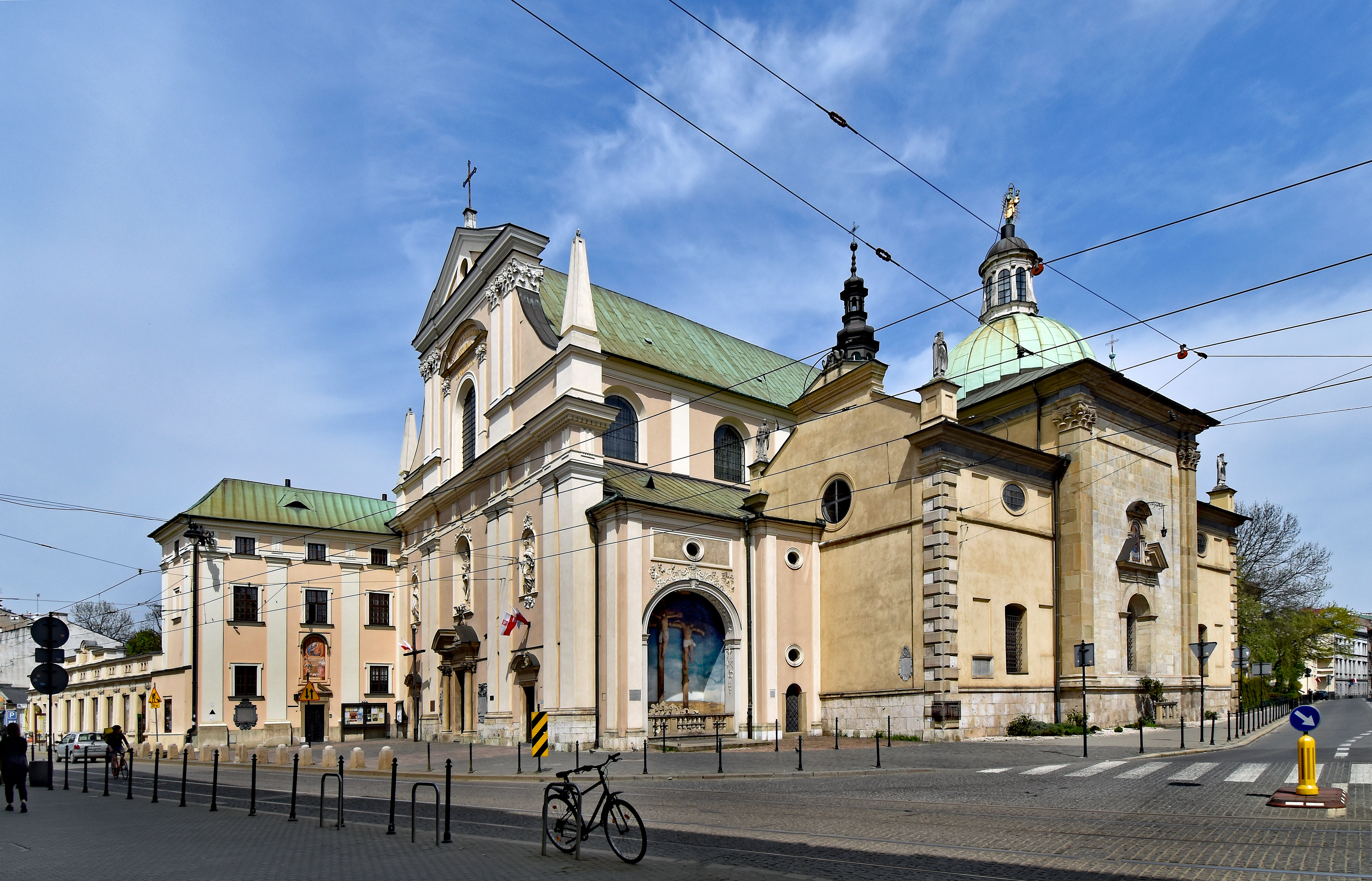
ul. Karmelicka 19 Kościół Nawiedzenia NMP i klasztor karmelitów od których ulica wzięła nazwę
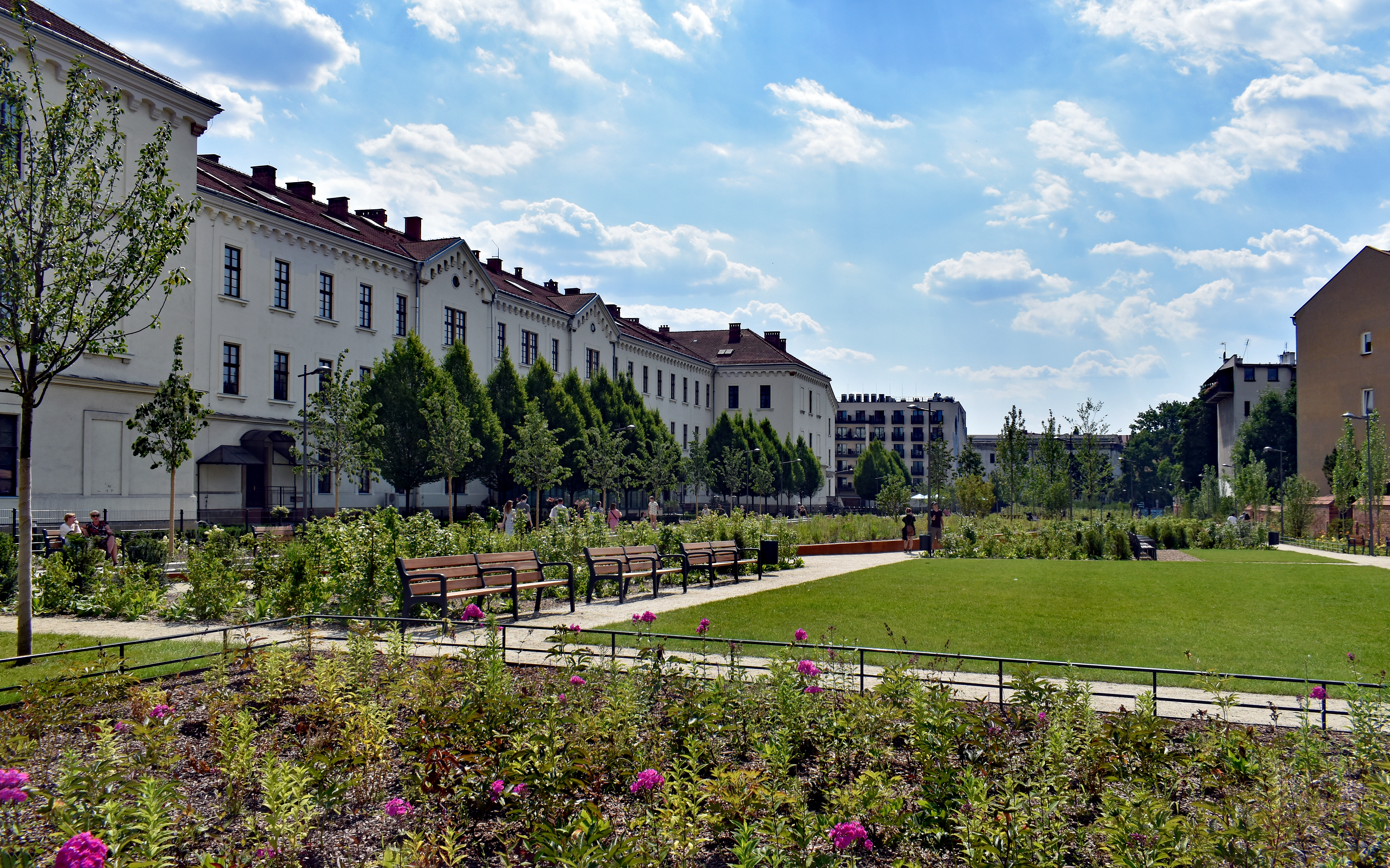
ul. Karmelicka pomiędzy 22 a 28 Park im. Wisławy Szymborskiej
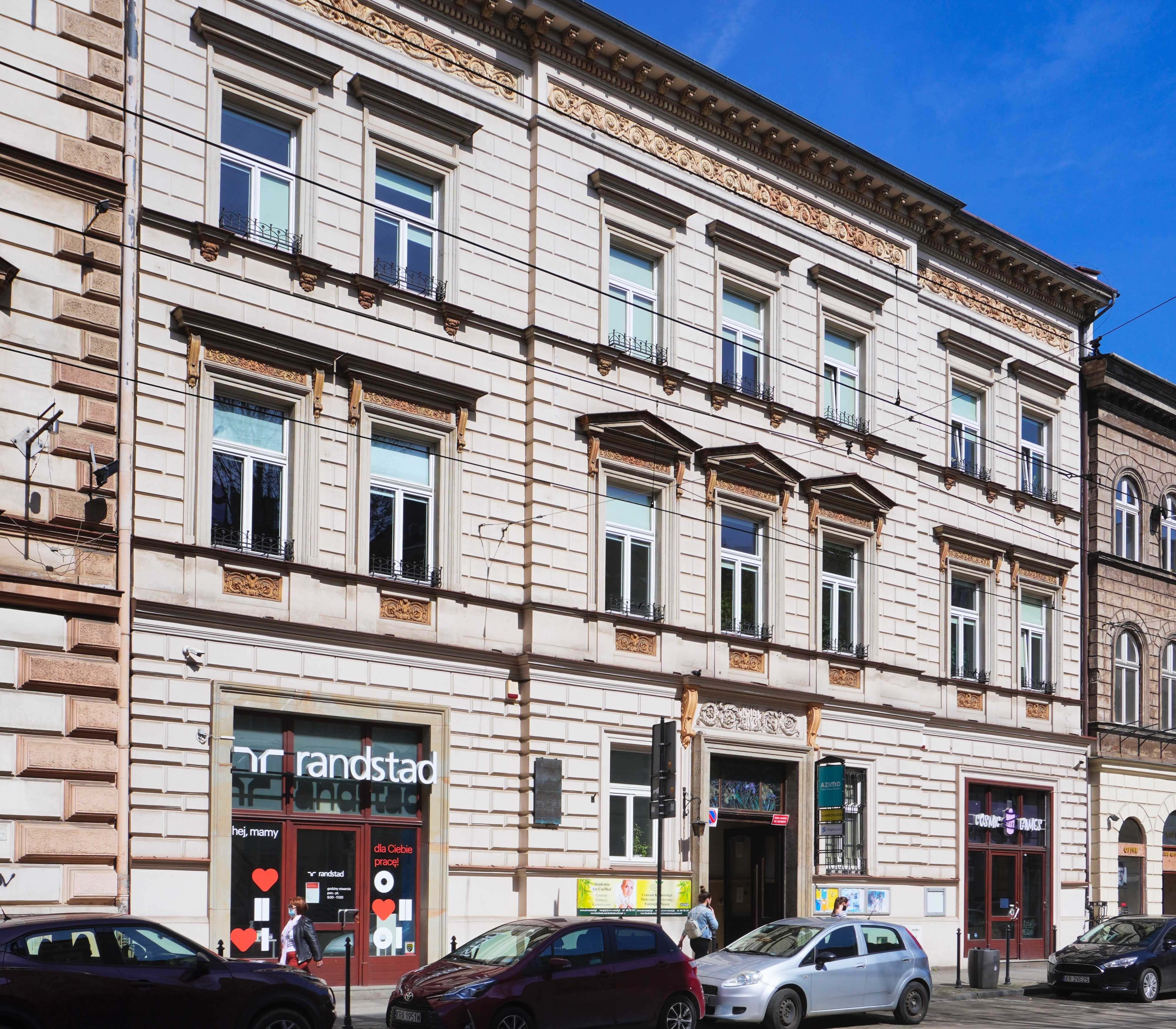
ul. Karmelicka 27 Kamienica (proj. Filip Pokutyński, ok. 1875)
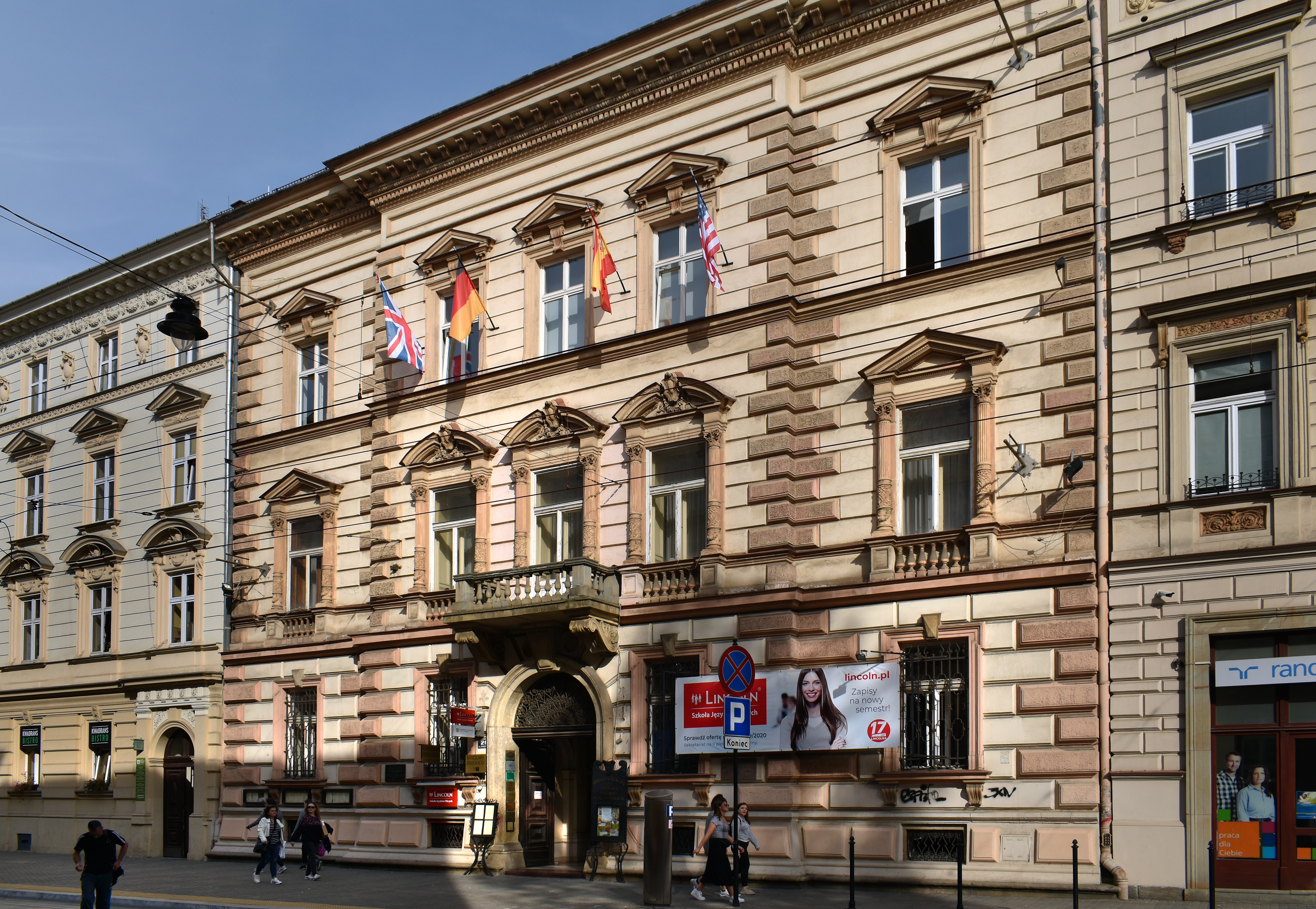
ul. Karmelicka 29 Pałac Pokutyńskich (proj. Filip Pokutyński, 1875)
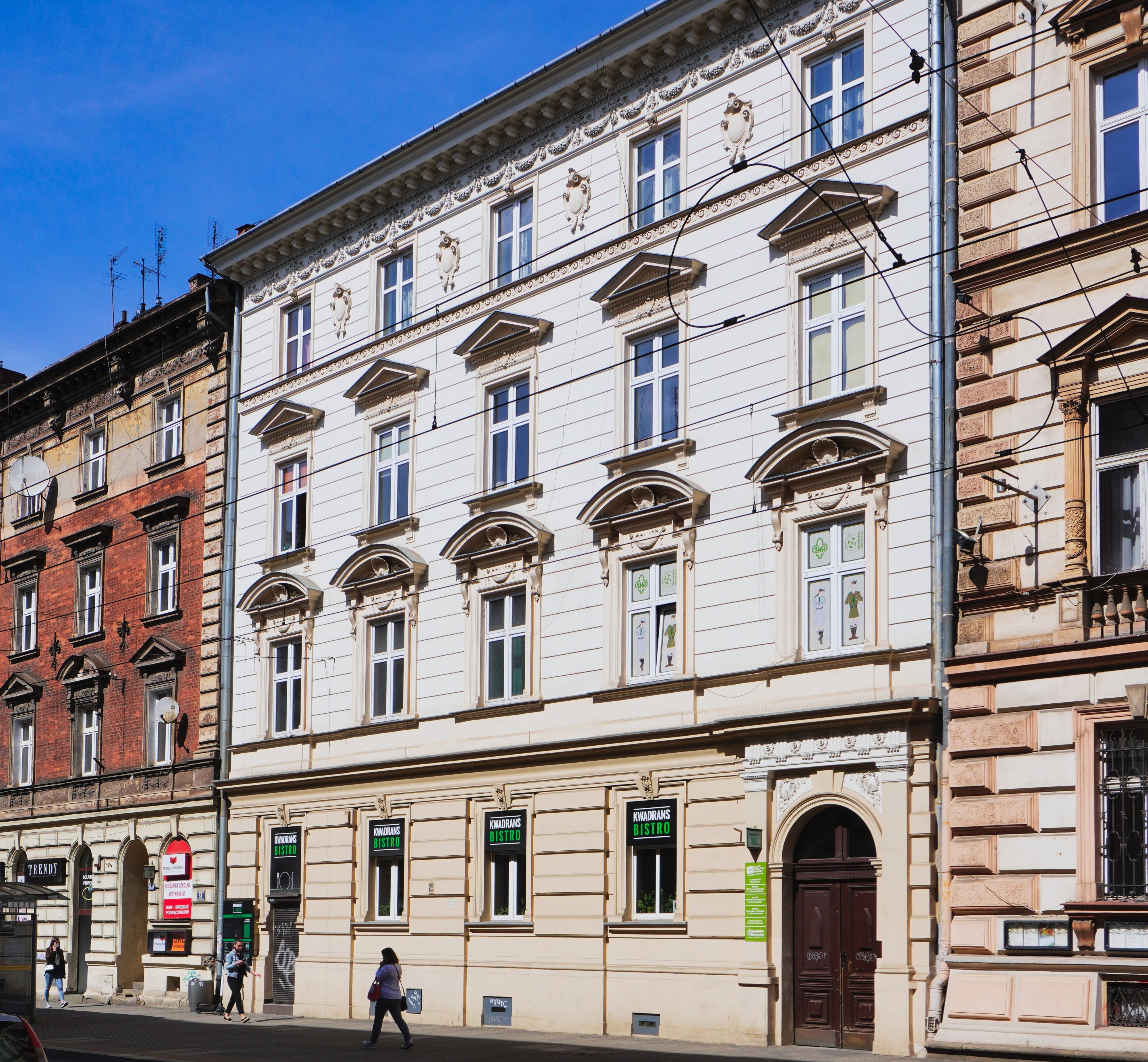
ul. Karmelicka 31 Kamienica (proj. Teodor Talowski, 1885)
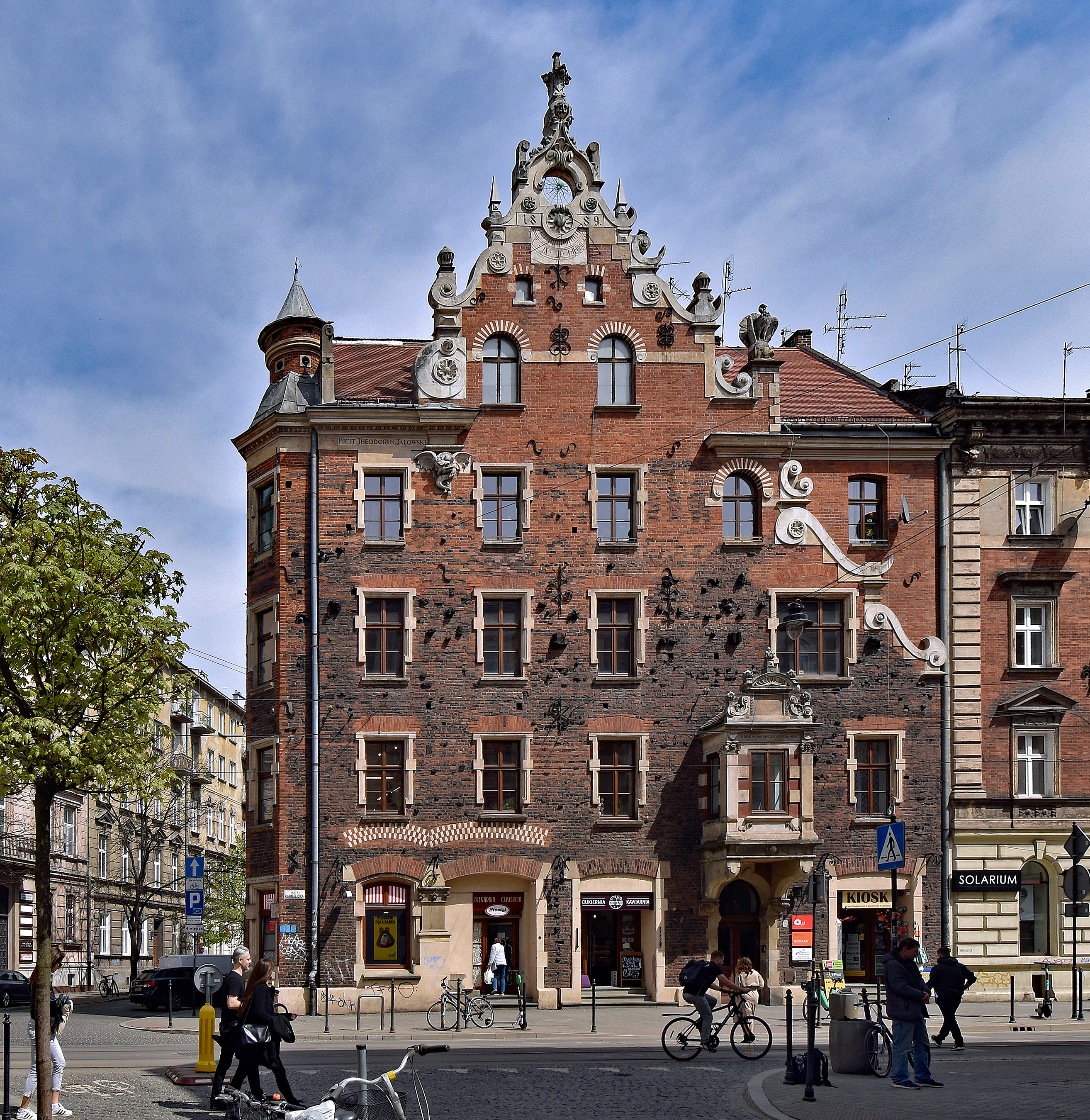
ul. Karmelicka 35 Kamienica Pod Pająkiem (proj. Teodor Talowski, 1889)
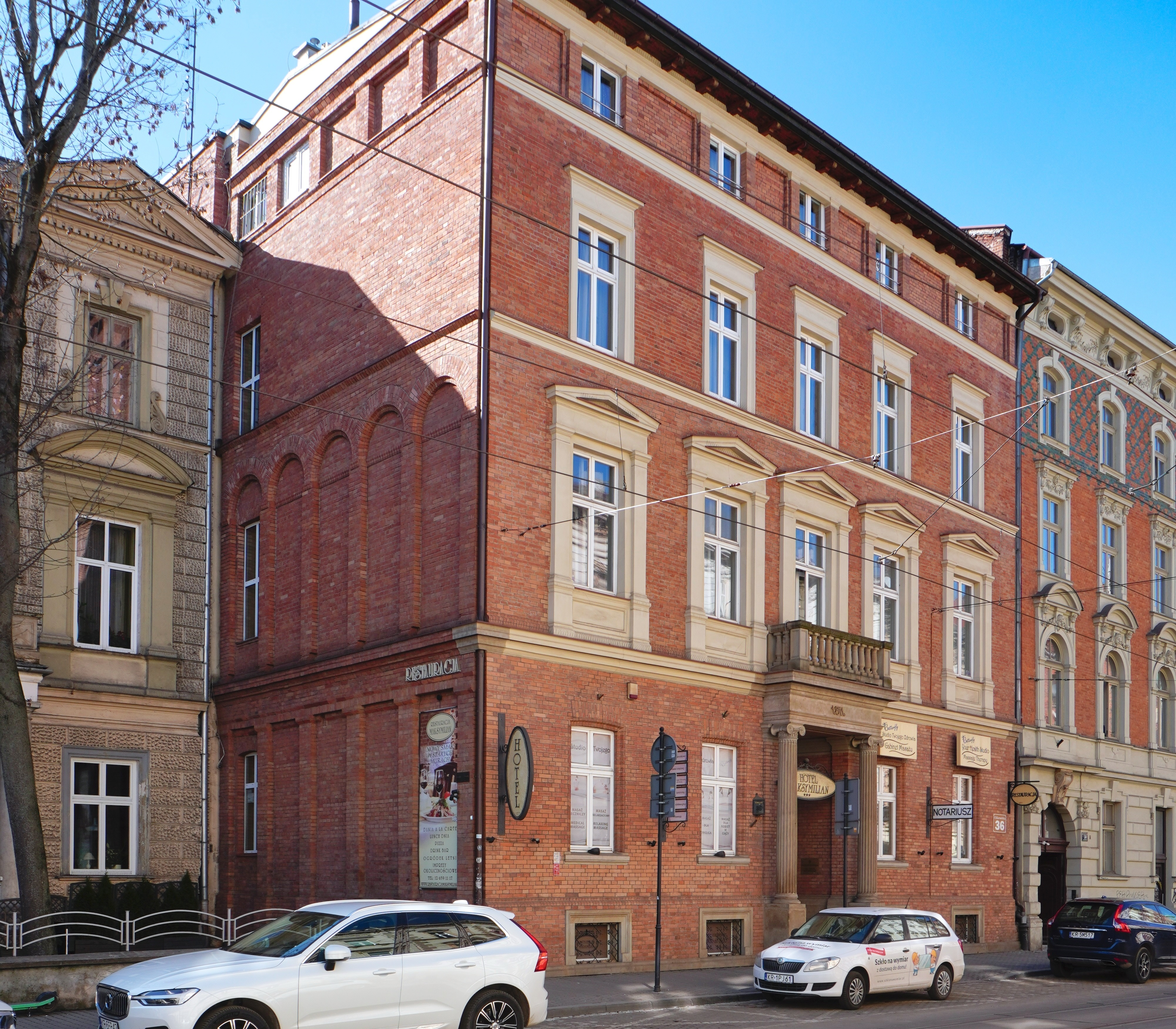
ul. Karmelicka 36 Kamienica (proj. Maksymilian Nitsch, 1871)
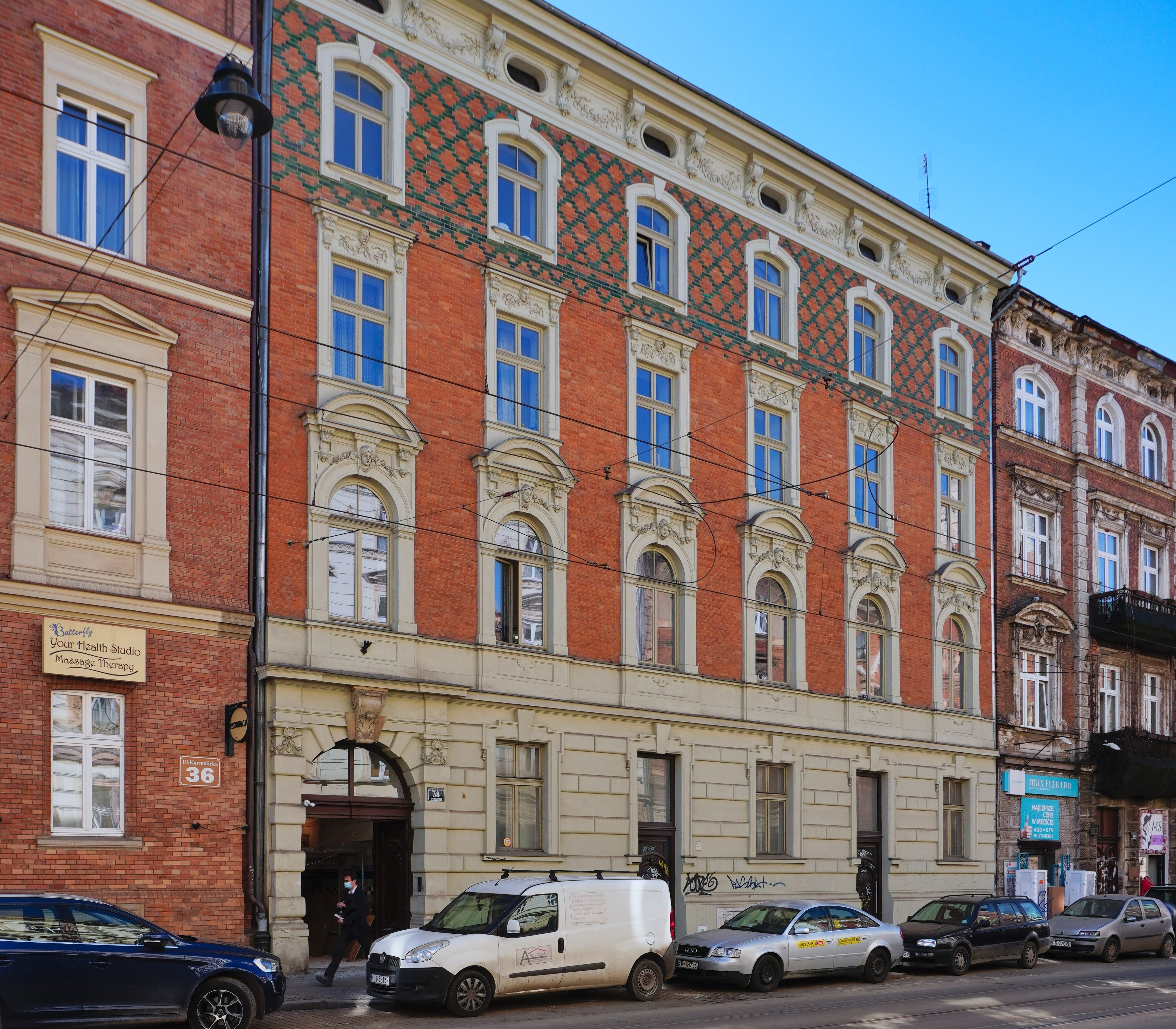
ul. Karmelicka 38 Kamienica (proj. Władysław Ekielski, ok. 1892)
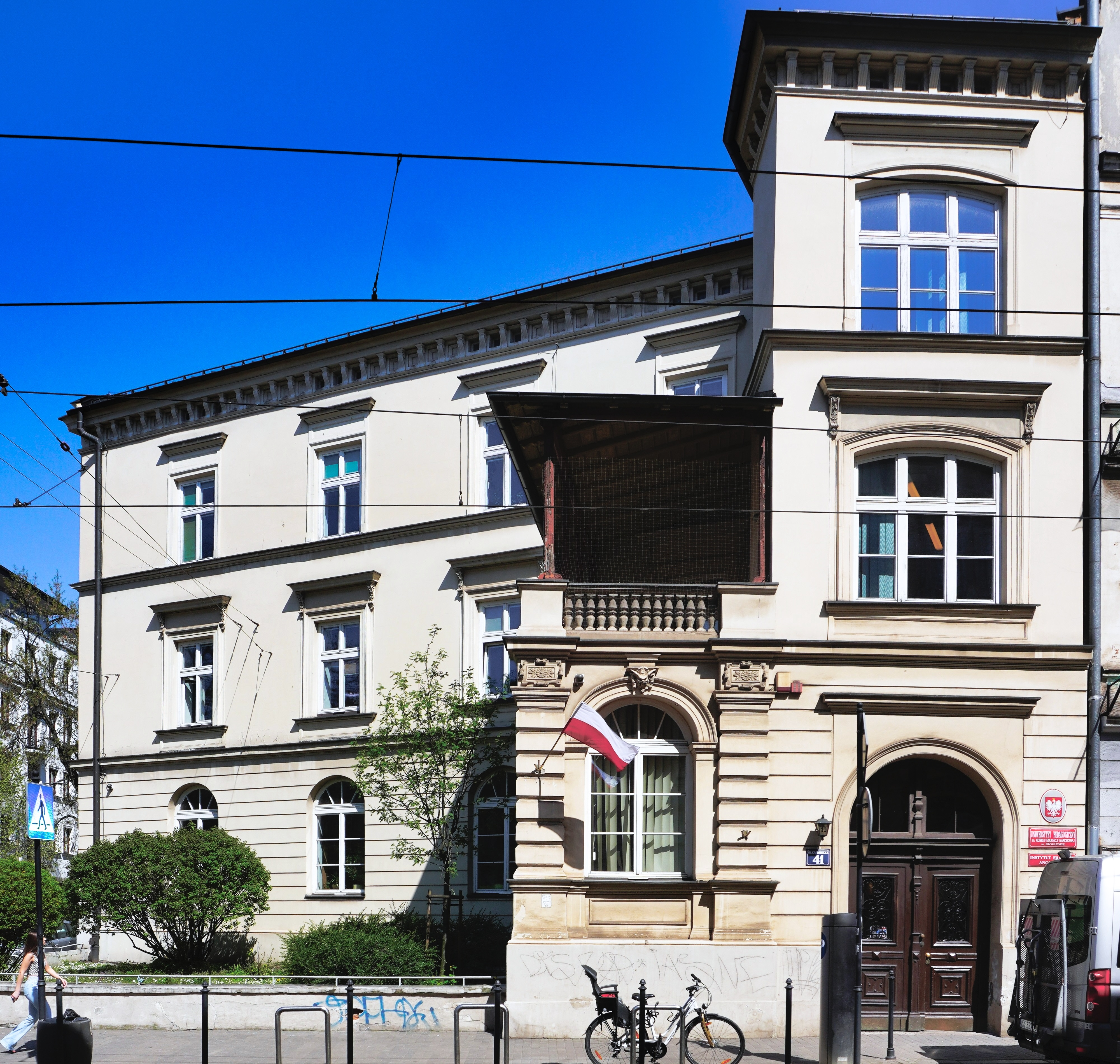
ul. Karmelicka 41 Kamienica (proj. Stefan Ertel, Maksymilian Nitsch, 1871)
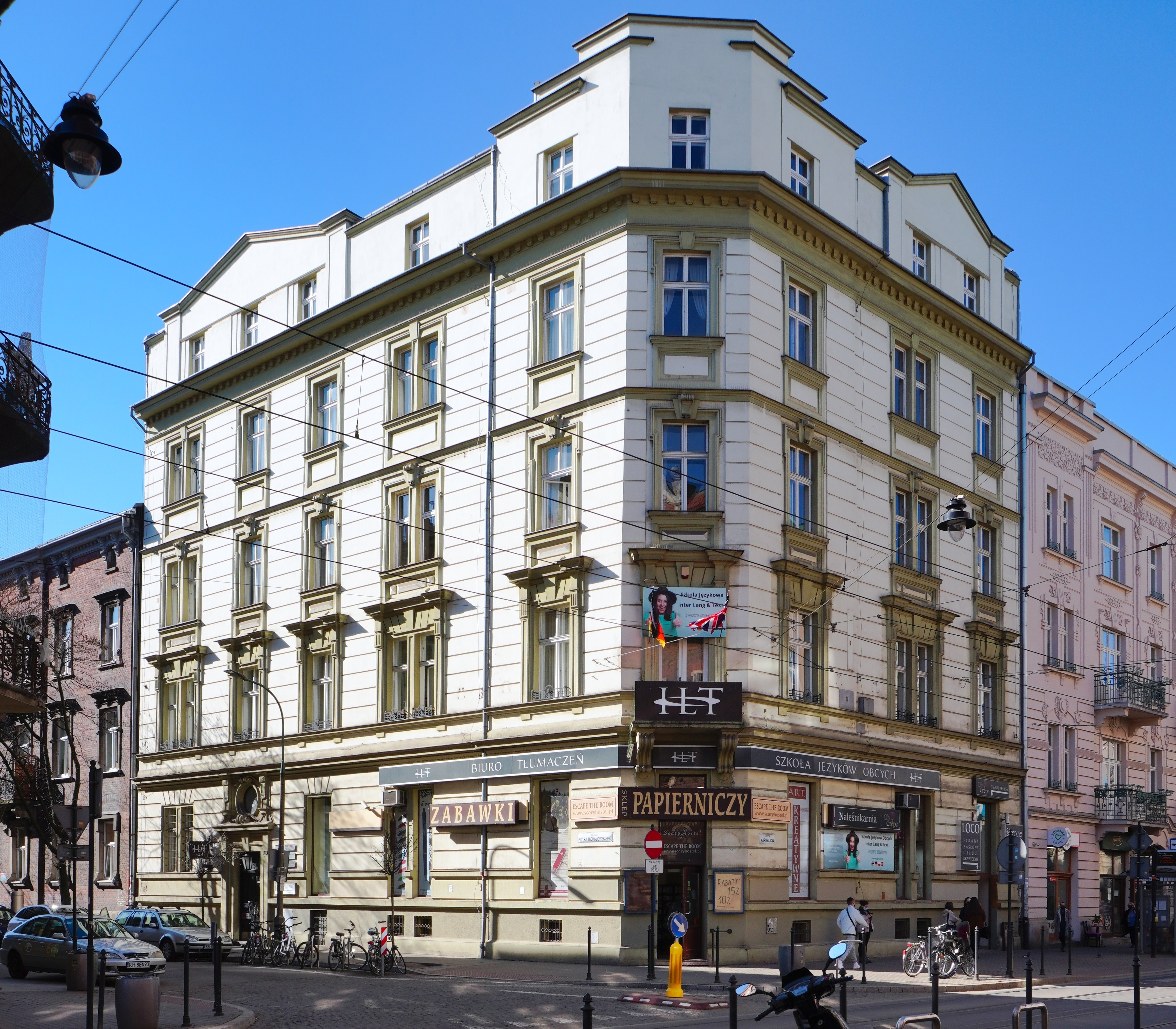
ul. Karmelicka 44 Kamienica (proj. Tadeusz Stryjeński, Józef Pokutyński, 1895)
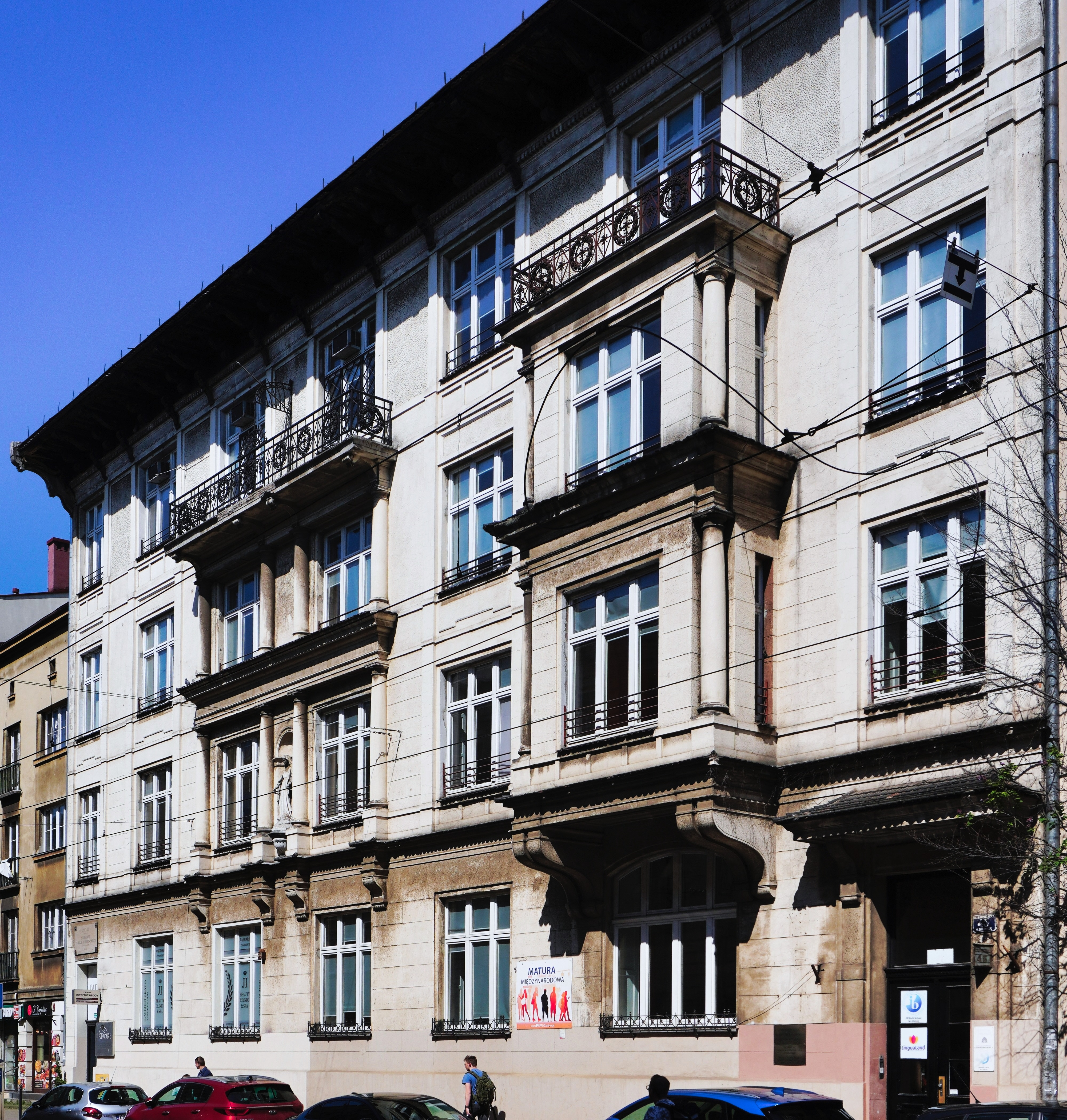
ul. Karmelicka 45 Kamienica (proj. Jan Zawiejski, 1912)
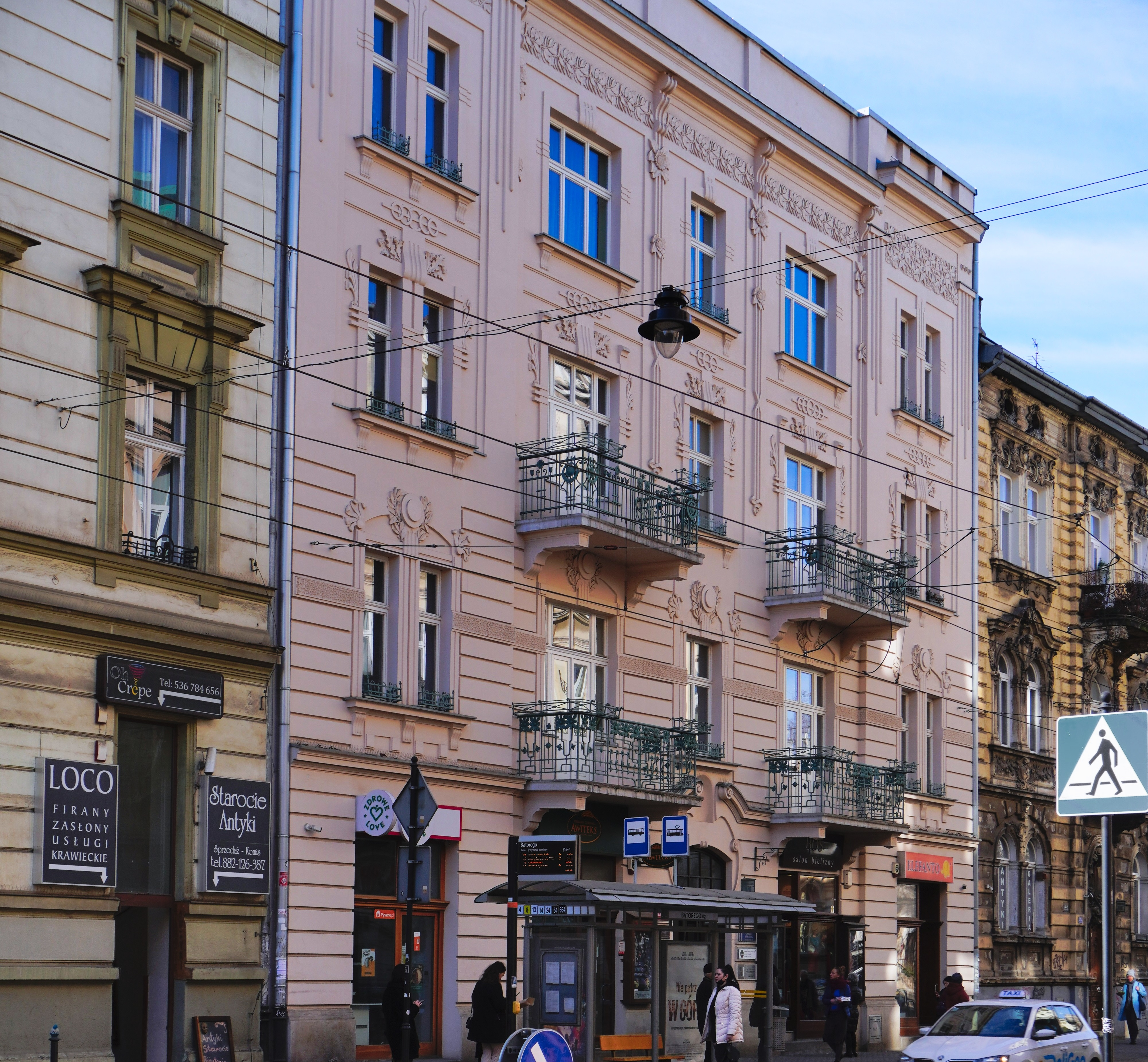
ul. Karmelicka 46 Kamienica (proj. Aleksander Biborski, 1910–1911)
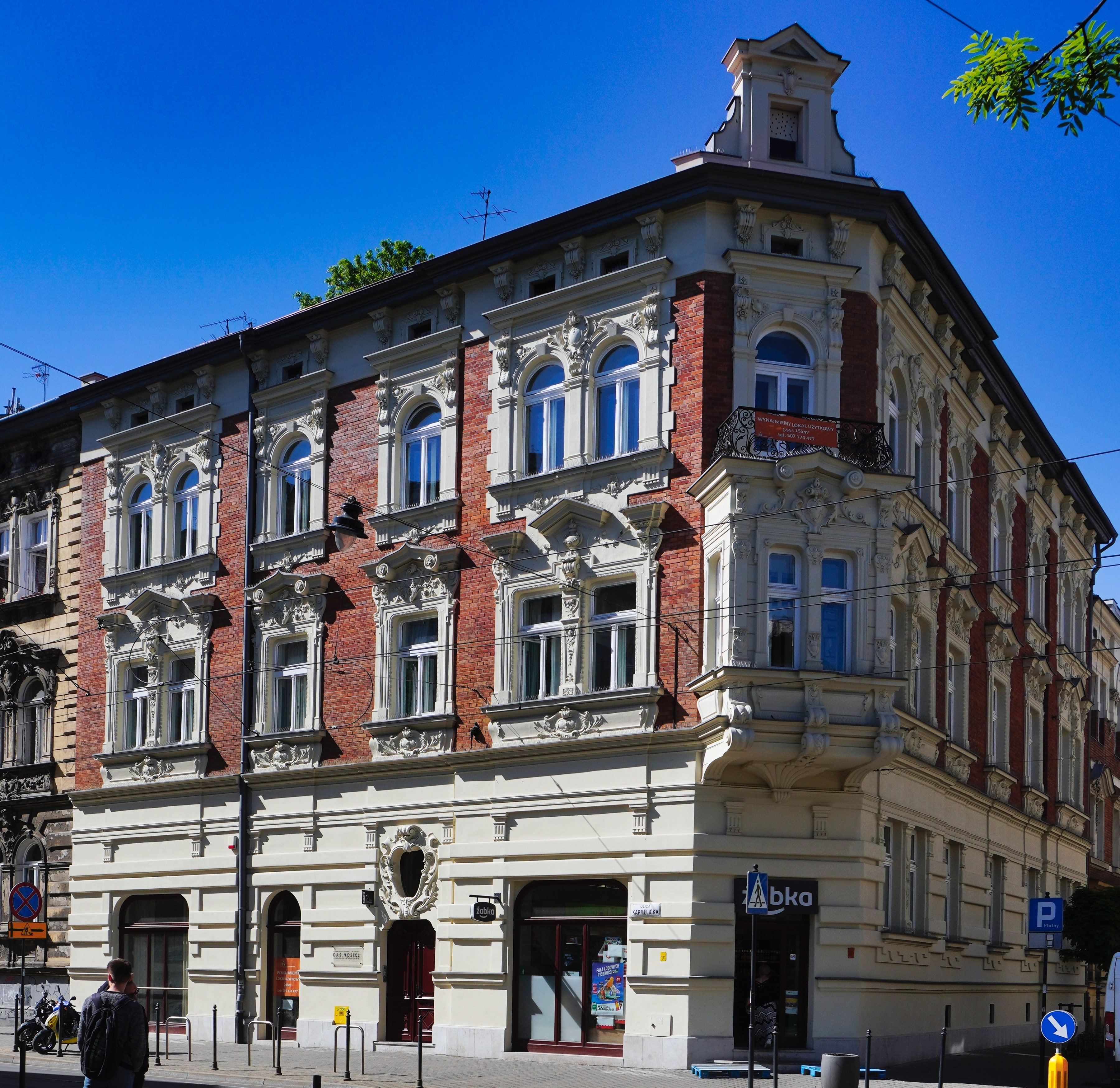
ul. Karmelicka 50 Kamienica (proj. Aleksander Biborski (?), 1905)
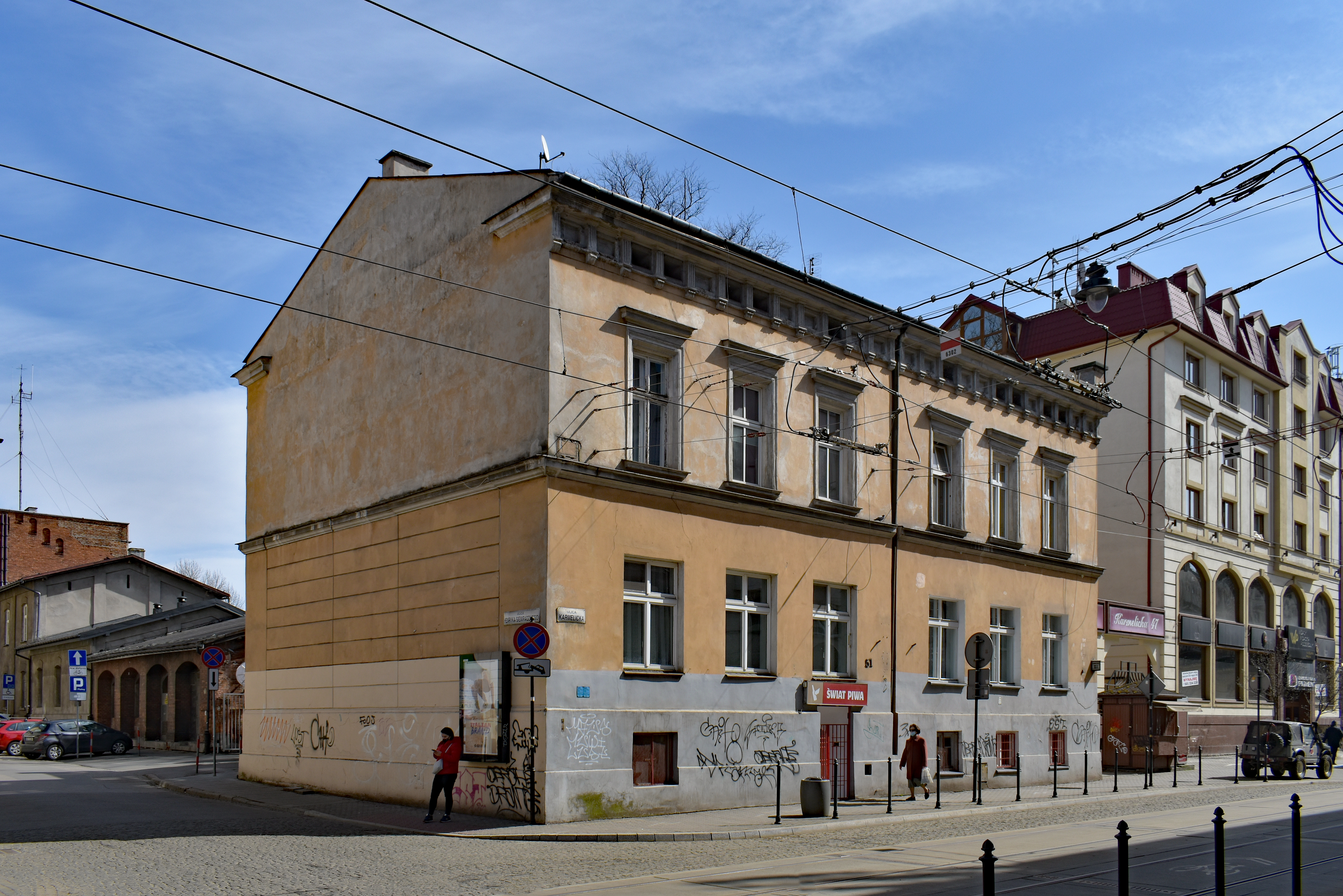
ul. Karmelicka 51 Dom Erazma Barącza
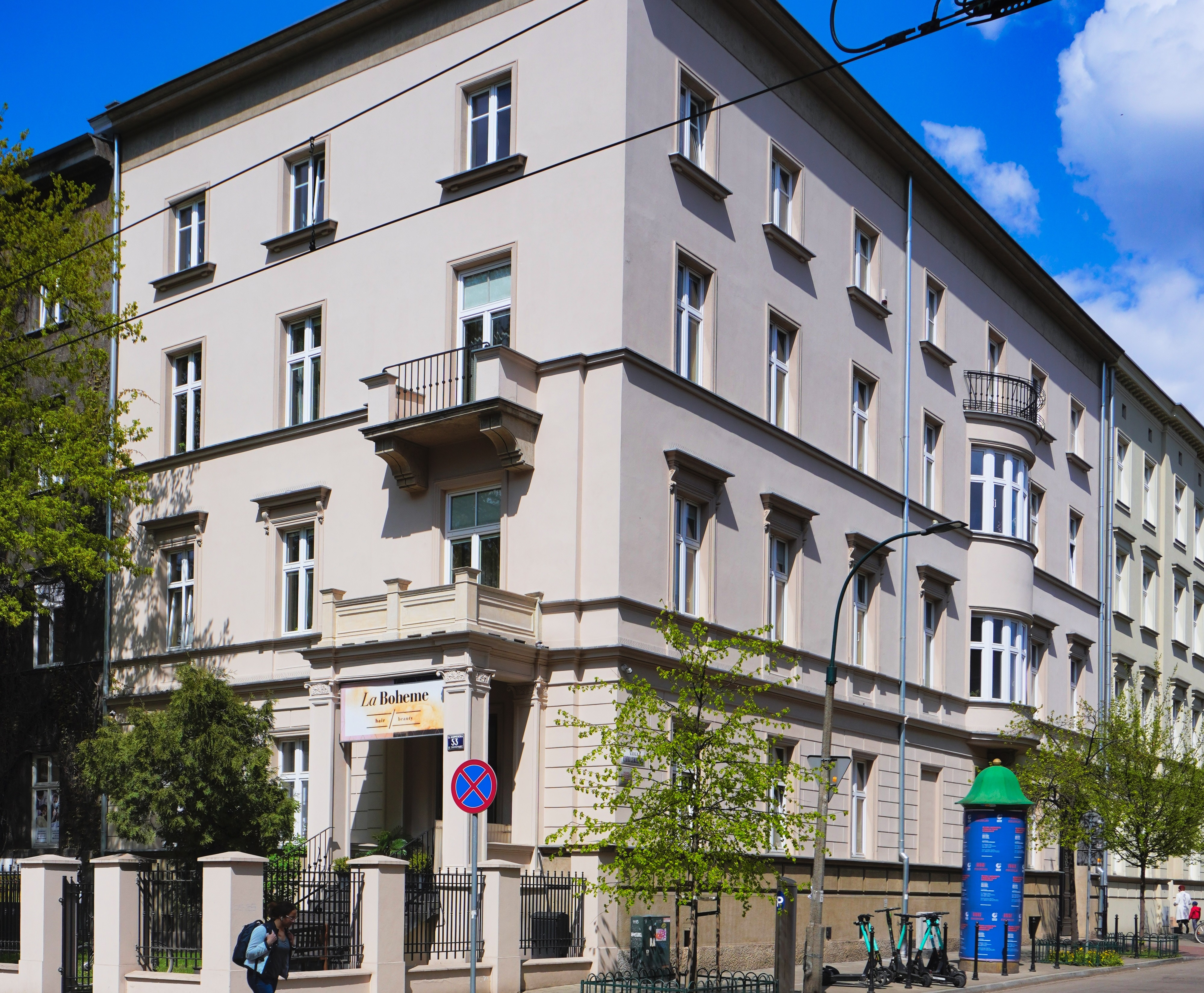
ul. Karmelicka 53 Kamienica (proj. Bronisław Müller, 1881)
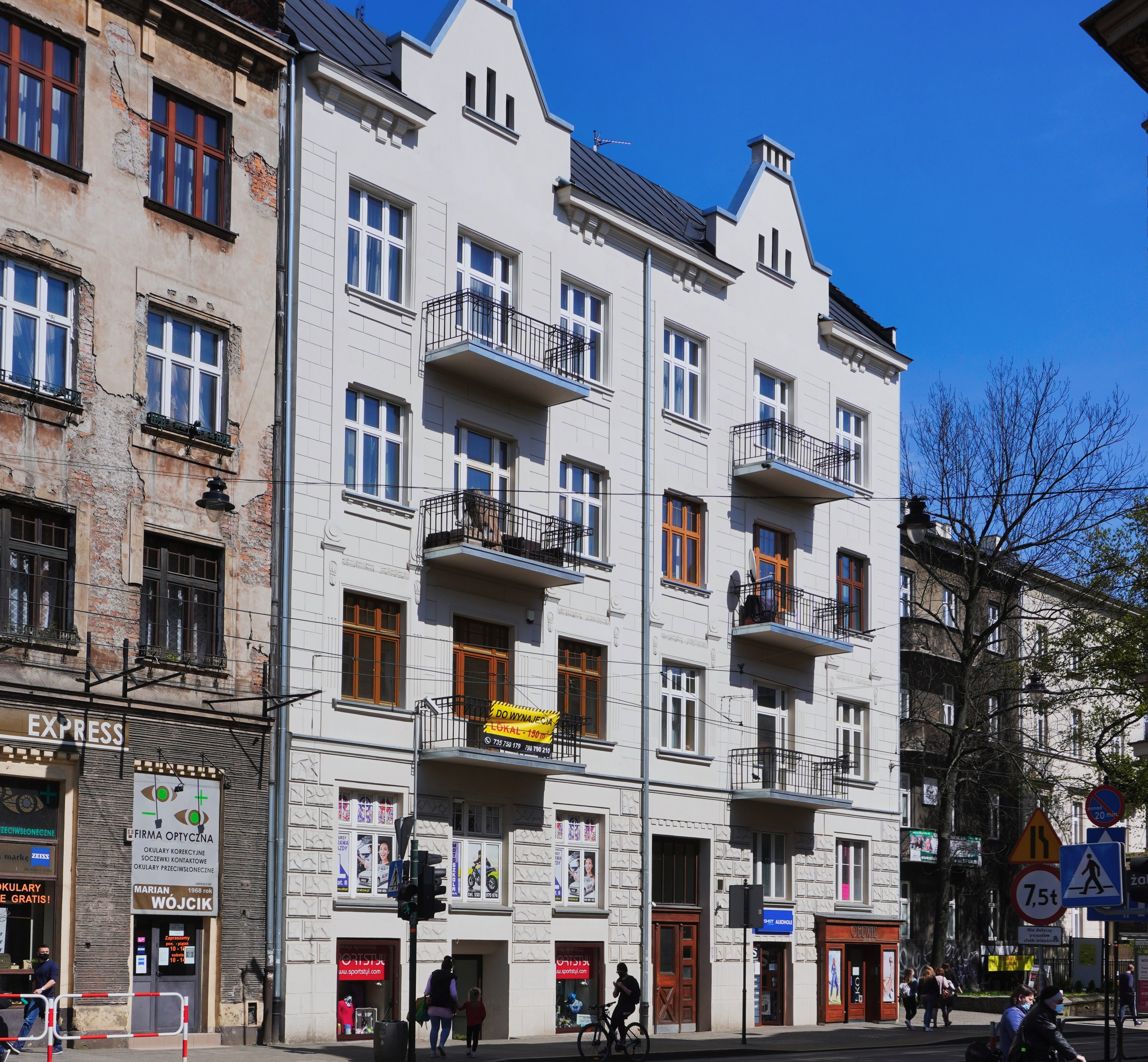
ul. Karmelicka 57 Kamienica (1910)